# Esperanza (Repubblica Dominicana)
Esperanza è un comune della Repubblica Dominicana di 61.903 abitanti, situato nella Provincia di Valverde. Comprende, oltre al capoluogo, quattro distretti municipali: Boca de Mao, Jicomé Arriba, Maizal e Paradero.